# Youssef Al-Dosari
Youssef Matouq Al-Dosari (arab. ‏يوسف الدوسري‎, ur. 12 stycznia 1962) – saudyjski płotkarz.
Brał udział w biegach na 110 metrów przez płotki i na 400 metrów przez płotki  na Letnich Igrzyskach Olimpijskich 1988.